# Bobby Layne
Robert Lawrence Layne (Santa Anna, Texas, 19 de diciembre de 1926 – Lubbock, Texas, 1 de diciembre de 1986), más conocido como Bobby Layne, fue un jugador profesional estadounidense de fútbol americano que se desempeñó en la posición de quarterback en la National Football League (NFL). Es miembro del Salón de la Fama del Fútbol Americano Profesional.

## Carrera
Layne jugó como profesional una temporada en Chicago Bears (1948), después pasó a New York Yanks (1949), luego a Detroit Lions (1950-1958), posteriormente a Pittsburgh Steelers, donde jugó cinco temporadas (1958-1962), y fue el equipo en el que se retiró.

## Reconocimiento
El 5 de agosto de 1967, fue seleccionado para ser miembro del Salón de la Fama del Fútbol Americano Profesional.